# 森村ハニー
森村 ハニー（もりむら はにー、1979年7月7日 - ）は、日本の元AV女優。

## 略歴
- 1999年にVenus（クリスタル映像）より『Ｇの誘惑』でデビュー 。その後、2000年に一旦引退するも、 2002年7月に、クリスタル映像より『麗しのハニー』で再デビューを果たした。

## 作品

### アダルトビデオ（撮り下ろし）
- 森村ハニー Gの誘惑（1999年9月16日、クリスタル映像）
- 放課後美少女かたろぐ17（2000年2月1日、アイデアポケット）
- Angel（2000年3月1日、アイデアポケット）
- 爆乳プリンセス（2000年3月9日、笠倉出版社 CAV38-75）
- 快感逆ソープ（2000年4月17日、笠倉出版社 CAV38-80）
- COSTUME IDOL4（2000年5月4日、Mr.プレジデント）
- 恥まみれ（2000年6月1日、ワンズファクトリー）
- Pretty もりむらハニー （2000年8月22日、エクストリーム）
- 麗しのハニー（2002年7月23日、クリスタル映像 VA-27）
- End Tittle（2002年8月5日、VIP VIP-057）
- feel（2002年8月22日、クリスタル映像 VA-30）
- コスプレ召使い（2002年9月19日、クリスタル映像）
- 巨乳ナース（2002年10月16日、TMA）
- プレゼントVOL.1（2002年11月15日、笠倉出版社）
- ビージーン 8（復刻盤）（2003年3月7日、桃太郎映像出版）
- 森村ハニー 裏流出（2004年12月22日、裏画報 UQAD-1）

### アダルトビデオ（編集もの）
- スペルマカクテル つかもと友希 森村ハニー 桜沢菜々子 夕樹舞子 上原舞 ほか（2001年3月21日、ジーオーティー DAA-019）全14名
- 11人の女子校生がおねだり精子！（2002年8月7日、エクストリーム PREX-01）全11名
- 爆乳スペシャル 琴野まゆ 森村ハニー 藤谷しおり（2002年9月21日、VIP VIP-053）
- 森村ハニー Re-MIXスペシャル 2（2002年10月25日、クリスタル映像 MMDV-147）※『麗しのハニー』『feel　森村ハニー』『コスプレ召使い　森村ハニー』を収録
- メガネっ娘11人（2003年2月7日、TMA TWD-1）全11名
- こんなオチチでパイズリされた〜い！ [美巨乳伝説]（2003年7月8日、バーチャルウェーブ）他出演:湯川えり
- 独占 女優2 14人4時間Deluxe（2006年6月16日、デジタルドリーム DDD-261）全14名
- 有名女優ビデオ裏流出 森村ハニー 長瀬愛 堤さやか 桃井望（2006年8月7日、アウトビジョン HOCL-008）全4名

## 書籍

### 写真集
- 夏の女乳（1999年8月5日、ぶんか社）撮影:竹内彩 ISBN 9784821122998